# Dargwa
Le dargwa ou darguine (d'après l'ethnonyme дарган) est une langue de la famille des langues nakho-daghestaniennes, parlée par les Darguines dans la république du Daghestan, en Russie.
La langue, écrite, est normatisée sur la base du dialecte akusha. L'alphabet est depuis 1938 le cyrillique, qui avait remplacé l'alphabet latin en usage à partir de 1928. Auparavant, l'alphabet arabe était utilisé.
Au recensement de 1989, le nombre de locuteurs du dargwa s'élevait à 365 000 personnes. En 2002, le nombre total de locuteurs au Daghestan était de 430 000 (440 000 dans toute la Russie). En 2007, on estime que le dargwa est parlé par près de 505 000 personnes.

## Alphabet
- А (a)	 Б (b) 	 В (v) 	 Г (g) 	 ГЪ (ġ)	 ГЬ (h)	 ГӀ (ʿ) 	 Д (d) 	 Е (e)	 Ё (yo)	 Ж (ž) 	 З (z)	 И (i)	 Й (ï)	 К (k)    КЪ (ǵ)
- КЬ (q̇) КӀ (ḳ) 	 Л (l)	 М (m)	 Н (n)	 О (o)	 П (p)   ПӀ (ṗ)  Р (r) 	 С (s)	 Т (t)	 ТӀ (ṭ)	 У (ou)	 Ф (f)   Х (ḫ)	  ХЪ (q)
- ХЬ (ĥ) ХӀ (ḥ)  Ц (ts)	 ЦӀ (c̣) Ч (č)	 ЧӀ (č̣) Ш (š)	 Щ (šč)	 Ъ (")	 Ы (y)	 Ь (')	 Э (ė)	 Ю (iou) Я (ia)  Ӏ (-)

## Dialectologie
Le dargwa a toujours été considéré comme une langue unique alors qu'en fait il existe 11 langues distinctes divisées en multiples dialectes.
Le groupe nord comprend 5 langues :
- le nord-dargwa (aqusha, dargwa litt., qaba, murego et mugi)
- le tsudakhar (tsudakhar, gapshima et ushisha)
- le kadar
- le muirin
- le megeb

Le groupe sud comprend 6 langues :
- le sirhwa
- le kunki
- le vurqni (sandzhi et itsari)
- le kaitak (haut et bas kaitak)

Deux langues sont à part :
- le kubachi (kubachi et ashti)
- le chirag (chirag et amuq)